# Ungernia sewerzowii
Ungernia sewerzowii är en amaryllisväxtart som först beskrevs av Eduard August von Regel, och fick sitt nu gällande namn av Boris Fedtjenko. Ungernia sewerzowii ingår i släktet Ungernia och familjen amaryllisväxter. Inga underarter finns listade i Catalogue of Life.